# Caulier (bier)
Caulier is de naam van een reeks Belgische bieren van hoge gisting.

## Historiek
Het merk Caulier is afkomstig van de vroegere Brouwerij Caulier uit Brussel. Deze participeerde in de Brasserie de Ghlin en ging begin jaren 1970 ten onder. De gelijknamige Brasserie Caulier uit Péruwelz kreeg het merk in handen in 2006. Deze brouwerij maakte ook een suikervrij bier voor de bierfirma Bien-Être Developpement. Toen de brouwerij uit Péruwelz in 2008 failliet ging, nam deze bierfirma het merk over, en doopte zich om tot Caulier Developpement, vervolgens tot Caulier Sugar Free (2013).
De suikervrije Caulier-bieren worden sinds 2009 in opdracht gebrouwen in De Proefbrouwerij te Hijfte. Intussen bestaan er verschillende varianten.

## Varianten
- Blonde, blond bier met een alcoholpercentage van 6,8%
- Gluten free Blonde
- Brune, amberbruin bier met een alcoholpercentage van 6,8%
- Special Extra, goudblond bier met een alcoholpercentage van 4,3%
- Caulier 28, goudblond bier met een alcoholpercentage van 5%, genaamd naar het vroegere bekende bier Perle Caulier 28 van de Brusselse Brasserie Caulier.
- Caulier Tripel 28, gesluierd oranje met een alcoholpercentage van 9%
- Caulier 28 Brett, gesluierd oranje met een alcoholpercentage van 7,5%
- Caulier 28 Pale Ale, licht oranje met een alcoholpercentage van 5%
- Caulier 28 Imperial Stout, donkere stout met een alcoholpercentage van 12%

## Prijzen
- Brussels Beer Challenge 2012 - bronzen medaille voor Caulier Tripel 28 in de categorie Pale&Amber-Ale: Strong/Extra Special